# Алекса (градостроитель)

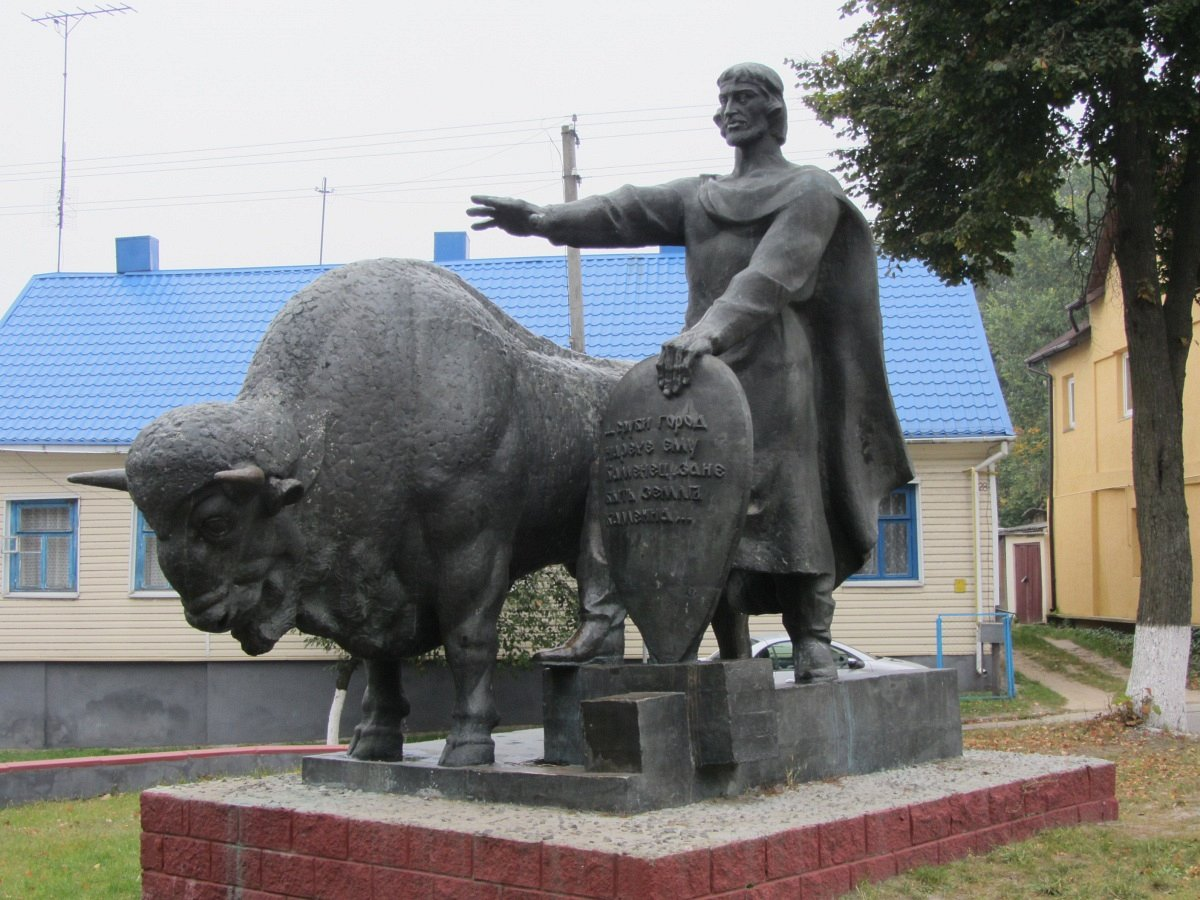
Памятник Алексе в Каменце

Алекса — волынский градостроитель, построивший много городов и крепостей
в княжение владимиро-волынского князя Василька Романовича.
В 1276 году Алекса (Олекса) был послан князем Владимиром Васильковичем вверх по р. Лесная, для выбора удобного места для крепости, охраняющей волынские пределы от литовских набегов.
Алекса нашёл такое место и поставил город, который назвали Каменец.